# Franciaország kormánya
A Francia Köztársaság kormánya (franciául Gouvernement de la République française) a végrehajtó hatalom Franciaországban. A miniszterelnökből áll (aki a kormányfő), miniszterekből és államtitkárokból.
A Minisztertanács (Conseil des ministres) a kormánynál szűkebb, és nagyobb hatalmú testület: ez csak a miniszterekből áll, bár ülésein néhány államtitkár is részt vehet. A Minisztertanács ülésein a köztársasági elnök elnököl, de a feje mégis a miniszterelnök, akinek hivatalos titulusa a Harmadik és a Negyedik Köztársaság idején "a Minisztertanács elnöke" (Président du Conseil des ministres) volt.
A francia kormány brit megfelelője az Egyesült Királyság kormánya, a Minisztertanácsé az Egyesült Királyság kabinetje. Magyarországon az államtitkárokat nem szokták kormánytagnak tekinteni, így a magyar kormány a francia Minisztertanácshoz áll közelebb. A francia Minisztertanács tagjainak száma általában mintegy 15-16, a francia kormányé 30-40.

## Megalakulása
A kormány tagjait a köztársasági elnök nevezi ki a miniszterelnök javaslatára. A miniszterelnököt is a köztársasági elnök nevezi ki. A kormány hierarchia, amelynek élén a miniszterelnök áll, mint kormányfő. Az elnöknek joga van bárkit kinevezni, a gyakorlatban azonban olyan személyeket választ, akiknek a kinevezése összhangban áll a nemzetgyűlés akaratával, mert a kormány felelős a parlamentnek. A miniszterek listájára a miniszterelnöknek jelölt személy tesz javaslatot. Az elnök el is utasíthatja a miniszterelnök jelöltjeit. A kormánytagokat fontosság alapján állítják sorrendbe:
- Az államminiszterek (francia Ministres d'État) tagjai a Minisztertanácsnak. Ez egy tiszteletbeli rang, amelyet egy miniszter tekintélye elismeréseként kaphat.
- A miniszterek (francia Ministres) szintén tagjai a Minisztertanácsnak. Valamely minisztérium élén állnak.
- Az államtitkárok (Secrétaires d'État) rangban a miniszter alatt állnak. (Egyes országokban őket is miniszternek nevezik, mint az angolban: junior minister.) A kormányhierarchia legalacsonyabb foka. Az államtitkárok egy-egy miniszter, vagy a miniszterelnök közvetlen alárendeltjei. Nem tagjai a Minisztertanácsnak, de ha a felelősségi körüket érintő téma kerül terítékre, részt is vehetnek a kormányüléseken.

## Külső hivatkozás
- Hivatalos honlapja, angol verzió

## Fordítás
- Ez a szócikk részben vagy egészben  a   Government of France című angol Wikipédia-szócikk ezen változatának fordításán alapul.  Az eredeti cikk szerkesztőit annak laptörténete sorolja fel. Ez a jelzés csupán a megfogalmazás eredetét és a szerzői jogokat jelzi, nem szolgál a cikkben szereplő információk forrásmegjelöléseként.